# Mela Hartwig
Œuvres principales
Ekstasen (1928)
Mela Hartwig, après son mariage Mela Spira, née le 10 octobre 1893 à Vienne en Autriche-Hongrie et morte le 24 avril 1967 à Londres au Royaume-Uni est un écrivain autrichien.

## Biographie
Marta Hartwig est la fille du professeur de sociologie Theodor Hartwig. Après la Matura, le baccalauréat autrichien, elle s'inscrit au conservatoire et s'oriente vers le théâtre et le chant. À partir de 1917 elle est sur scène jusqu'en 1921, année où elle épouse l'avocat Robert Spira et abandonne le monde du spectacle pour le suivre à Graz.
En 1927, elle publie une nouvelle dans un journal à l'occasion d'un concours. Son travail est loué par Alfred Döblin et Stefan Zweig, ce qui permet la parution du recueil Ekstasen chez l'éditeur viennois Zsolnay. L'année suivante paraît Das Weib ist ein Nichts (« la femme est un rien ») au titre provocateur. Son œuvre qui traite ouvertement de la sexualité de la femme et s'en prend aux poncifs anti-féminins, fait scandale.
Après 1933, ses ouvrages sont interdits dans l'Allemagne nazie. En 1938, avec l'Anschluss les Spira s'enfuient en exil à Londres, au Royaume-Uni. Mela Hartwig fait la connaissance de Virginia Woolf qui lui procure un emploi de professeur de langue.
Une partie de ses écrits a été récemment rééditée par la maison d'édition Droschl Verlag à Graz.

## Ouvrages
- 1928, Ekstasen, nouvelles, Zsolnay
- 1929, Das Weib ist ein Nichts, roman, Zsolnay. Réédition 2002, Graz, Droschl
- 1936, Das Wunder von Ulm, nouvelle, Paris, éditions du Phénix
- 2001, Bin ich ein überflüssiger Mensch? roman, Graz, Droschl
- 2004, Das Verbrechen, nouvelles et récits, Graz, Droschl

## Sources
- (de) Biographie de Mela Hartwig sur le site de la Bibliothèque nationale autrichienne.
- (de) Wilhelm Sternfeld, Eva Tiedemann, 1970, Deutsche Exil-Litteratur 1933-1945 deuxième édition augmentée, Heidelberg, Verlag Lambert Schneider.